# قراتگین اسفیجانی
قراتگین اسفیجانی، یکی از سپهسالاران دوره سامانی در قرن ۴ هجری بود.
وی بعد از اینک در سال ۳۱۷ ه‍.ق کمکش در به تخت نشستن یحیی، برادر نصر بن احمد در بخارا موفقیت‌آمیز نبود در همان‌جا مستقر شد.
قراتگین به همراه ترکان در سال ۳۲۰ ه‍.ق شورشی به پا کرد که با شکست روبه‌رو شد و سرکوب شد
پس از به رسمیت شناخته شدن صفاریان، در پی شورش‌های متعدد، طاهر در سال ۳۵۷ ه‍.ق برای سرکوب ترکانی که از غلامان سابق قراتگین بودند لشکر کشید.